# Schloss Obernzell

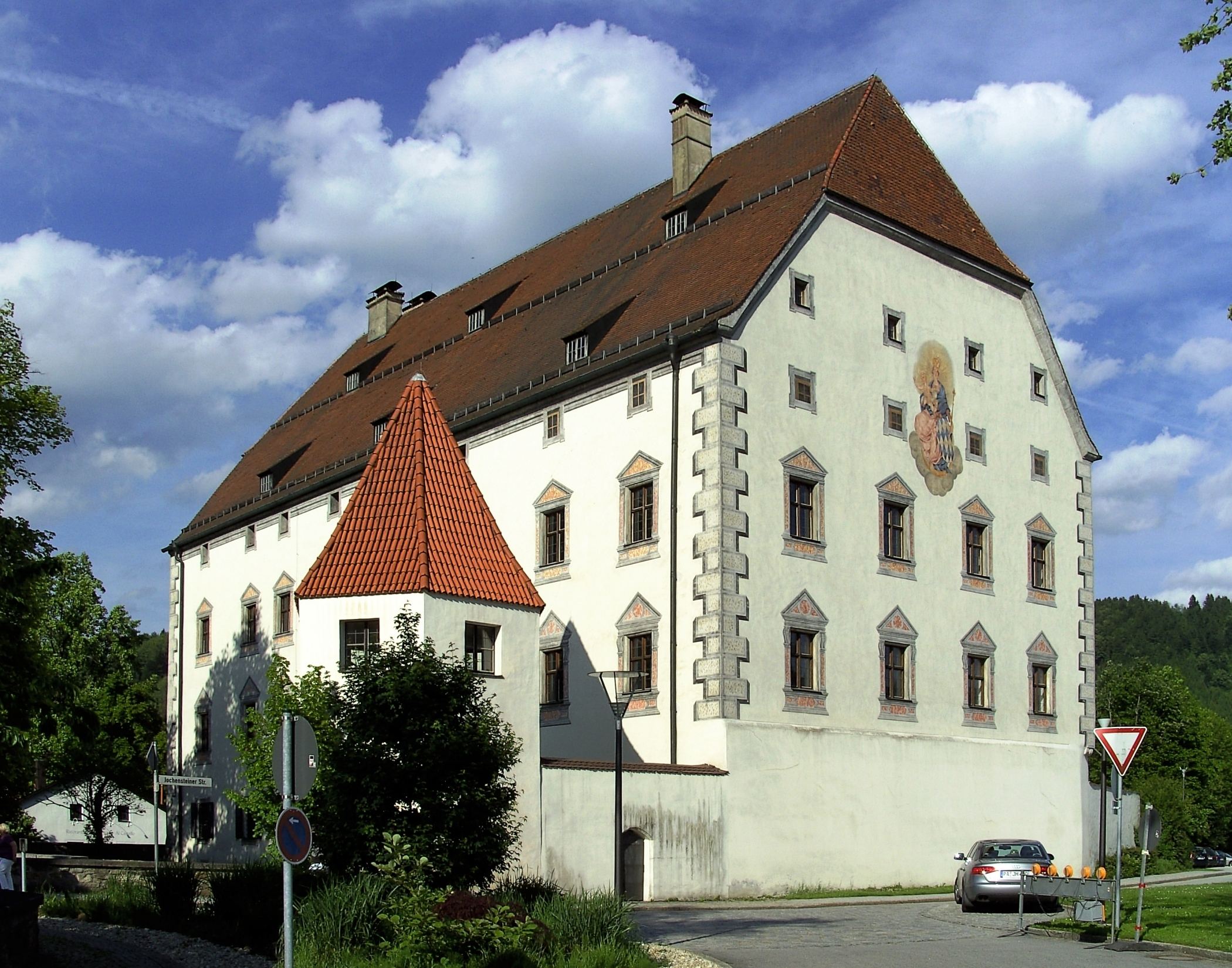
Schloss Obernzell

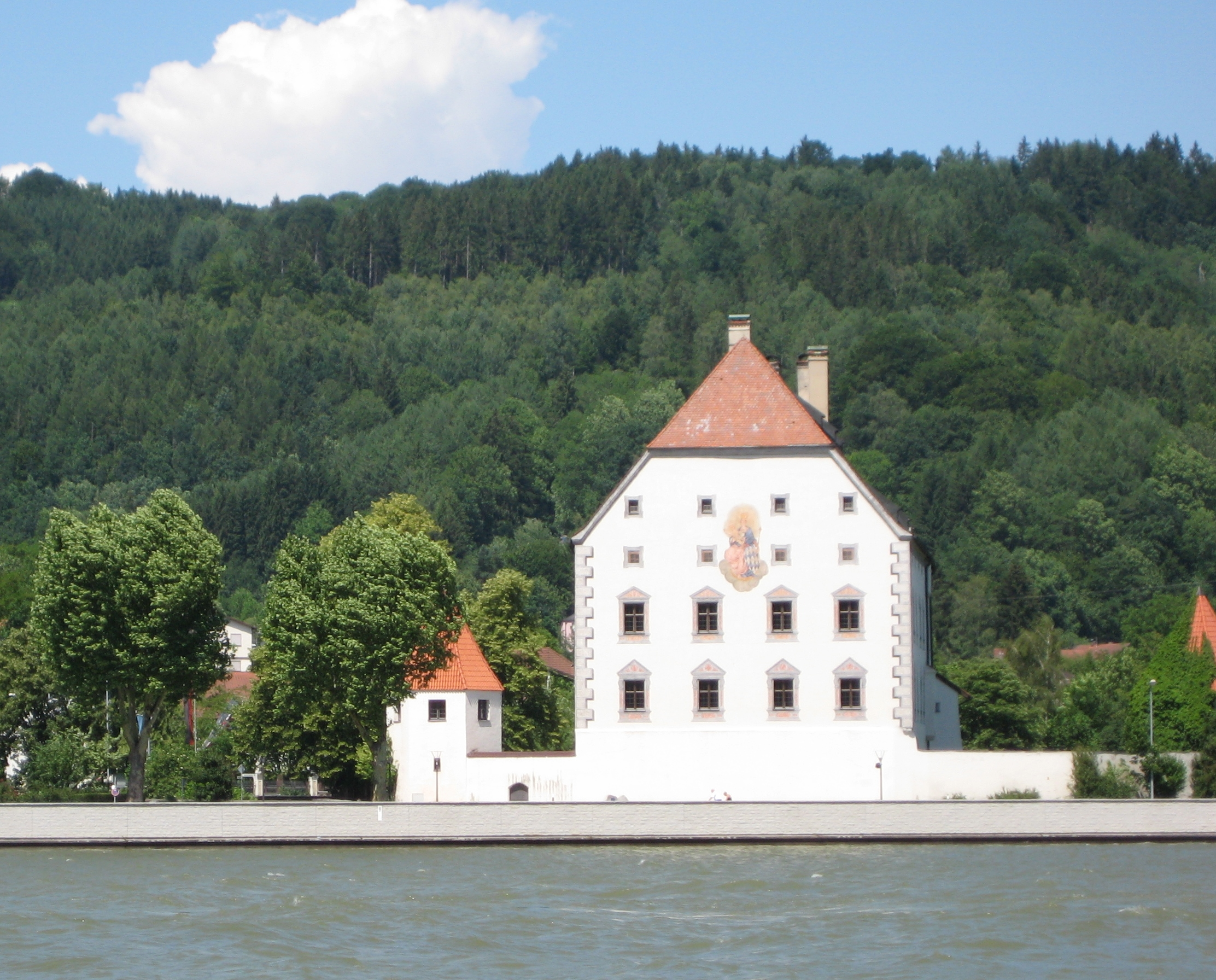
Schloss Obernzell von der gegenüberliegenden Donauseite aus

Das Schloss Obernzell ist ein ehemals fürstbischöfliches Wasserschloss in Obernzell im niederbayerischen Landkreis Passau in Bayern. Die Anlage wird als denkmalgeschütztes Baudenkmal unter der Aktennummer D-2-75-137-74 geführt. Ebenso wird sie als Bodendenkmal unter der Aktennummer D-2-7447-0044 im Bayernatlas als „untertägige spätmittelalterliche und frühneuzeitliche Befunde und Funde im Bereich des ehemaligen fürstbischöflichen Schlosses Obernzell und seiner Vorgängerbauten sowie der barocke Gartenanlage“ geführt.

## Geschichte
Der Passauer Bischof Georg von Hohenlohe († 1423) begann den Bau einer Wasserburg, den sein Nachfolger Leonhard von Laiming 1426 vollendete. In den Jahren 1581 bis 1583 ließ Fürstbischof Urban von Trennbach das Gebäude zu einem repräsentativen Renaissance-Schloss ausbauen.
Das Schloss war bis ins 19. Jahrhundert Sitz bischöflicher Pfleger. Gelegentlich hielten sich auch die Fürstbischöfe hier auf, zum Beispiel 1680, als ein Stadtbrand die Residenz verwüstet hatte. Nach der Säkularisation 1803/1806 übernahm das Land Bayern das Bauwerk und benutzte es als Amtsgebäude. Der alte Torturm wurde 1816 abgetragen. 1975 bis 1977 wurde das Schloss grundlegend restauriert und als Keramikmuseum der Öffentlichkeit zugänglich gemacht.

## Baubeschreibung
Das Schloss liegt am Donauufer als mächtiger viergeschossiger Bau mit Krüppelwalmdach. Die Schmalseite wird durch ein Bild Marias mit dem Jesuskind verziert. Daran anschließend stehen im Osten noch Mauerreste und runde Wehrtürme. An der Westseite führt eine Brücke über einen trockengelegten Graben zum Eingang. Die barocken Gartenfiguren stammen von Schloss Neuburg am Inn.
Im ersten Obergeschoss befindet sich eine spätgotische Kapelle mit Fragmenten von Wandmalereien (1425 bis 1439). Sehenswert im zweiten Obergeschoss ist der sogenannte Rittersaal mit einer rekonstruierten Kassettendecke. Er dient regelmäßig als Konzertsaal.

## Museum
In 15 Räumen auf insgesamt 850 m² sind rund 1200 Gegenstände zu sehen. Sie stammen vorwiegend aus Beständen des Bayerischen Nationalmuseums, ergänzt durch Leihgaben. Der Großteil der insgesamt 21 Ausstellungsthemen präsentiert handwerklich hergestellte Keramik von ihren Anfängen bis zur Gegenwart. Daneben werden Kacheln und Fliesen, Fayence und Steinzeug gezeigt.